# Полоцкая четвёрка
Полоцкая банда — белорусская преступная группировка, организованная Сергеем Пугачёвым и Александром Бурденко, состоявшая из 4 человек, ответственная за ряд тяжких преступлений, в том числе 4 убийства и 2 покушения на убийства, совершённых в Полоцке и Брестской области в период с 2001 по 2003 годы.

## Состав банды
Организаторы:
Сергей Пугачёв (бел. Сяргей Пугачоў; 1972 г. р.) — бывший предприниматель, до организации банды торговал колготками на рынке.
Александр Бурденко (бел. Аляксандр Бурдэнка; 1974 г. р.) — первоначально учился в Полоцке в одной школе с будущим сообщником Игнатовичем. Поступил в Ярославское высшее военно-финансовое училище, откуда его впоследствии отчислили за недисциплинированность. Проживая в России, он был условно осуждён за грабёж.
Остальные члены банды:
Дмитрий «Димка» Игнатович (бел. Дзмітрый Ігнатовіч; 1974 г. р.) — учился в одной школе вместе с Бурденко. Был осуждён в несовершеннолетнем возрасте за кражу. Позже сбежал из мест заключения, причинив телесные повреждения сотруднику колонии.
Сергей Астафуров (бел. Сяргей Астафураў; 1970 г. р.) — описывался товарищами по банде, как «авторитетный» вор, несмотря на то, что он был болтливым и злоупотреблял алкоголем.

## Организация банды
Бурденко и Игнатович, учившиеся в одной школе, встретились весной 2002 года. Последний взял у Бурденко 200 долларов в долг, оставив в залог пистолет Макарова. Позже Бурденко познакомил Игнатовича с Пугачёвым, а тот в свою очередь привёл в банду Астафурова. Также существует информация, что один из членов банды практиковал оккультизм, чтобы принести им удачу. Однако неясно, кто из них это делал.

## Преступная деятельность
В 2001 году в Полоцке Игнатович и Астафуров украли у предпринимателя сейф, в котором находилось от 250 до 300 долларов. Сторож спугнул их на месте преступления.
Летом 2001 года Пугачёв и Бурденко совершили убийство двух девушек. Преступники проломили голову 24-летней Валентине Балчугиной железной трубой, а 20-летнюю танцовщицу Светлану Головач, с которой раньше они были знакомы, задушили ремнём, надеясь поживиться её деньгами, заработанными в Польше. У обоих девушек похитили золотые украшения и поделили поровну.
Бурденко и Пугачёв периодически выезжали из Полоцка на шоссе Лепель — Полоцк — граница Российской Федерации — Опочка, устанавливали в колею шипы и в маскхалатах, с пистолетом, биноклем и переносными рациями на обочине поджидали своих жертв.
В ночь на 21 апреля 2002 года им не повезло с «уловом», и преступники поехали домой в плохом настроении. У посёлка Коллективный Полоцкого района Бурденко и Пугачёв заметили спящего в своём автомобиле Николая Петрачкова, занимавшегося перегоном купленных в Прибалтике автомобилей в город Сланцы Ленинградской области. Бурденко выстрелил в мужчину из пистолета Макарова через стекло, а затем, по указанию Пугачёва, добил «контрольным» выстрелом в голову. У убитого забрали деньги и сотовый телефон, а его самого раздели и закопали в лесу. Автомобиль потерпевшего Mitsubishi Galant сожгли.
Спустя несколько месяцев возле посёлка Кингисеппский, что в 40 километрах от города Сланцы, аналогичным способом был убит другой перегонщик автомобилей Георгий Романов. Труп также был захоронен, а автомобиль погибшего Volkswagen Passat сожжён.
26 июня 2003 года среди белого дня в 14:30 в подъезде дома в Новополоцке преступники совершили покушение на убийство валютчиков супругов Ковалевичей. Это преступление бандиты готовили как минимум неделю. Бурденко, карауливший жертв, по мобильному телефону сообщил сообщникам, Пугачеву и Игнатовичу, что супруги направляются к себе в квартиру. Мужа и жену, у которых намеревались похитить 30 тысяч долларов (на самом деле оказалось 4 тысячи), в упор расстреляли из пистолета Макарова и самодельного револьвера. Тяжелораненые супруги спустились на лифте вниз, выползли на улицу и позвали на помощь.
В период с весны 2002 по ноябрь 2003 года преступники совершили 6 доказанных грабежей и разбойных нападений, десятки набегов на офисы фирм и предприятий, квартиры и дачи состоятельных людей Полоцкого региона и Брестской области. Украденную компьютерную технику, автомобильные аккумуляторы, стиральные машины, газовые плиты и золотые украшения сбывали в родном Полоцке. Деньги делили поровну. За время совершения преступлений добычей бандитов стали 130 миллионов рублей.

## Расследование и ликвидация банды
11 сентября 2002 года на территории Бельского лесничества Полоцкого района лесник Александр Жолудев обнаружил на участке труп мужчины, находившийся на стадии разложения. Экспертиза установила, что потерпевший был убит выстрелом в голову из пистолета Макарова. Позже Александр Сергеевич вспоминал, что несколькими месяцами ранее на месте захоронения в 5 часов утра он и его коллеги видели странного парня. При появлении лесников он поспешил скрыться на автомобиле с пробитым колесом. Инспектор Евгений Гуляев, недавно находившийся в командировке в Сланцах, на восьмой день после обнаружения трупа заметил на дороге группу водителей. Когда одна из их машин сломалась, он спросил их, пропал ли кто-нибудь из их коллег. Один из перегонщиков ответил, что пропал Георгий Романов. Труп, найденный в лесу, был быстро опознан ГАИ как труп Романова. Вскоре в районе все той же дороги было найдено тело ещё одного мужчины. Из черепа извлекли пулю от пистолета Макарова, а убитый был опознан, как пропавший в апреле 2002 года житель города Сланцы Николай Петрачков. Тогда следователи поняли, что в регионе действует банда.
Преступники попались по глупости. Бурденко зарегистрировал на себя сотовый телефон убитого Петрачкова. За бандой установили слежку. Пугачёва, Игнатовича и Астафурова арестовали 13 ноября 2003 года. В квартире Бурденко оперативники провели обыск. В тот же день Бурденко пришёл в Полоцкий ГОВД с требованием вернуть вещи, изъятые у него во время обыска в квартире. Впоследствии, кроме украденной бытовой техники, у него в квартире нашли более 4 тысяч долларов, пособие для следователя прокуратуры по расследованию бандитизма, книгу о пистолетах российского производства, радиостанцию, наручники, а также обнаружили тайник, где хранился пистолет Макарова. Задержанные догадывались, что какое-то время за ними следили и поэтому охотно давали показания, стараясь свалить вину друг на друга.
Об убийстве двух девушек в 2001 году Пугачёв и Бурденко рассказали сами. Они указали место захоронения Головач, но не смогли указать место захоронения Балчугиной, оба утверждали, что были пьяны, поэтому не смогли вспомнить. По другой информации они намеренно отказались указывать её место захоронения. Это дало повод следствию заподозрить, что рядом со второй убитой девушкой находятся и другие захоронения, за которые преступники не хотели нести ответственность.

## Суд
Судебный процесс проходил в Витебском областном суде. Слушания длились 5 месяцев, было опрошено более 100 свидетелей и 34 потерпевших. Государственный обвинитель запросил смертную казнь для обоих лидеров банды, однако суд посчитал, чисто математически, что Пугачёв большее количество раз нажимал на курок.
28 июня 2005 года банде был вынесен приговор. Судья Леонид Петров зачитывал приговор 4 с половиной часа. Сергей Пугачёв был приговорён к исключительной мере наказания — смертной казни через расстрел (приговор приведён в исполнение в том же году в столичном СИЗО №1); Александр Бурденко — к пожизненному лишению свободы; Дмитрий Игнатович — к 18 годам лишения свободы, Сергей Астафуров — к 13 годам.